# Терно, Валентин Семёнович
Терно, Валентин Семёнович (27 мая 1931, Никополь — 6 июня 2011, Киев) — советский учёный, врач, педагог, писатель.

## Биография
В три года с семьёй переехал в Ленинград.
С 1949 по 1955 г. учился в Ленинградской Военно-морской медицинской академии.
С 1949 по 1961 г. служил в Черноморском флоте.
В 1961 г. поступил в аспирантуру НИИ кардиологии им. академика Стражеско. Стал кандидатом наук.
40 лет преподавал (как доцент) «Внутренние болезни» в Киевском медицинском институте. В то же время занимался практикой.

## Публикации
- Свыше 60 научных статей;
- Соавтор трех монографий в области кардиологии;
- А. И. Грицюк, В. С. Терно, В. Т. Чувикина Лекарственные средства в клинической кардиологии (1982);
- В. С. Терно Растрепанные воспоминания о странном детстве (2004);
- В. С. Терно Адмирал Колчак (2010);
- В. С. Терно «Воспоминания детства. Ленинград-Киев» (2011).